# Мезин, Андрей Анатольевич
Андре́й Анато́льевич Ме́зин (бел. Андрэй Анатольевіч Мезін; род. 8 июля 1974, Челябинск) — белорусский хоккеист, вратарь; тренер. Заслуженный мастер спорта Республики Беларусь.

## Биография
Воспитанник челябинского хоккея. Первый тренер … В. Перегудов. Участник Олимпийских игр в Нагано, Солт-Лейк-Сити и Ванкувере, чемпионатов мира 1998, 1999, 2000, 2001, 2002 в первом дивизионе, 2003, 2004 в первом дивизионе, 2005, 2006, 2007, 2009, 2010 и 2014 годов в составе сборной Беларуси.
За сборную Белоруссии выступал с 1996 года. По состоянию на 10 мая 2014 года провёл 135 матчей, пропустил 337 шайб, набрал 1 (0+1) бомбардирский балл, получил 22 минут штрафа.
На чемпионате мира 2012 скандально покинул расположение сборной Белоруссии самовольно, не поставив в известность тренерский штаб и команду. По неофициальным данным, это произошло из-за конфликта с (на тот момент) главным тренером сборной Белоруссии Кари Хейккиля. Также Андрей Мезин должен был выплатить 1/3 своей годовой зарплаты из-за невыполнения своих контрактных обязательств перед «Динамо-Минск» в сборной Белоруссии, так как клуб принял решение о досрочном расторжении контракта по причинам, связанных с дисциплинарным взысканием.
23 февраля 2015 года официально объявил о завершении карьеры игрока.

## Достижения
- Серебряный призёр чемпионата КХЛ в сезоне 2012/2013 в составе челябинского «Трактора
- Обладатель Кубка Шпенглера (2009)
- Участник матча звёзд КХЛ (2010)
- Обладатель Кубка европейских чемпионов (2008)
- Серебряный призёр чемпионата Германии (1999)
- Лучший вратарь Лиги Онтарио (1995)
- Лучший вратарь Колониальной Лиги (1996)
- Чемпион CoHL (1996)
- Чемпион IHL (1997)
- Лучший хоккеист Белоруссии (1998, 1999, 2005, 2006)
- По итогам чемпионата мира 2006 вошёл в состав символической сборной.

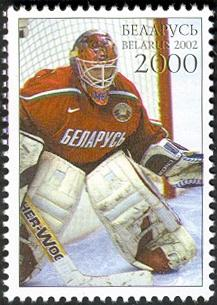
Белорусская почтовая марка с изображением Андрея Мезина

- По итогам чемпионата мира 2009 был признан директоратом чемпионата лучшим вратарём турнира. Также вошёл в состав символической сборной по версии журналистов.